# Halssila (Jyväskylä)
Halssila est un  district de Jyväskylä en Finlande.

## Description
Halssila comprend le seul quartier d'Halssila.

## Lieux et monuments

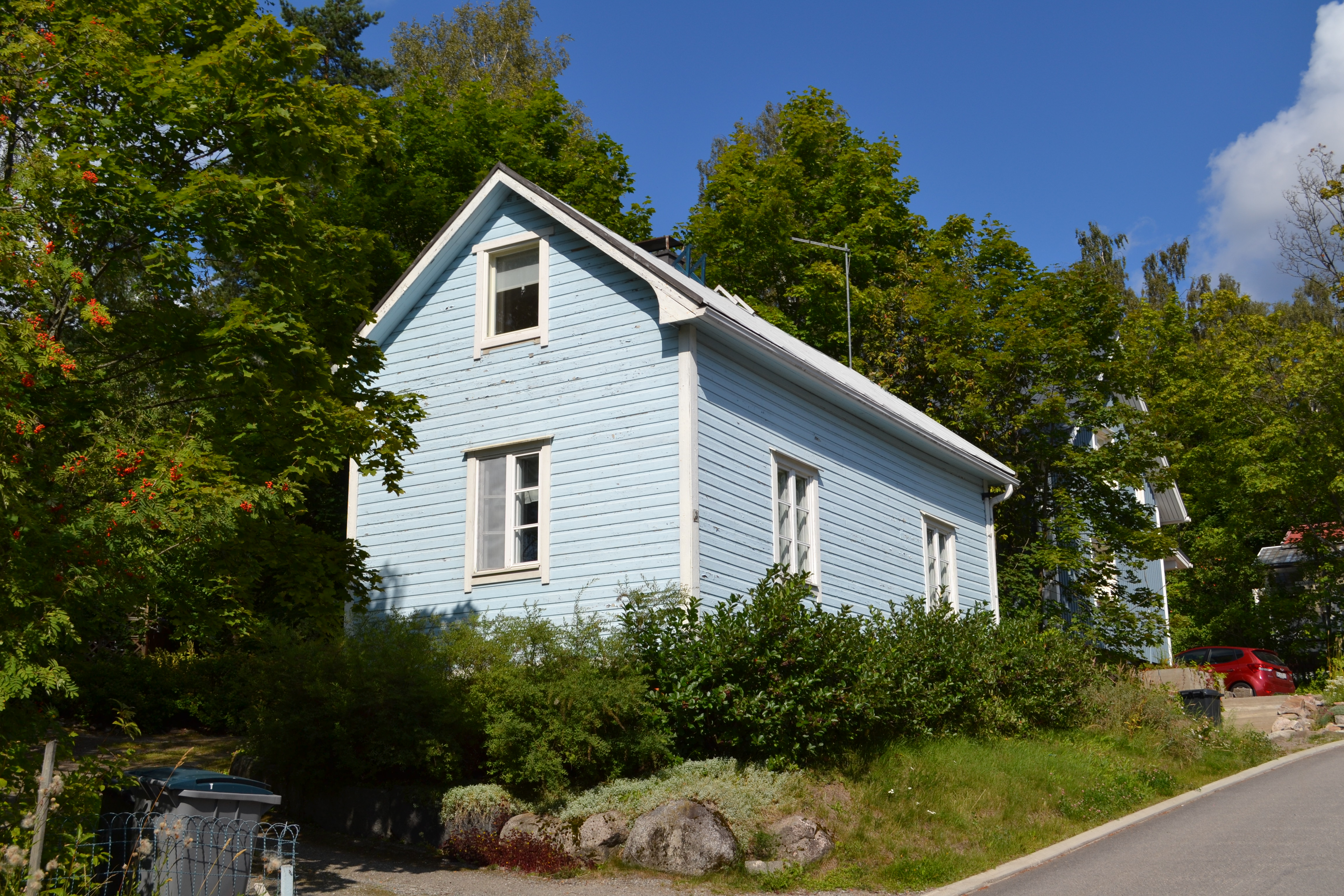
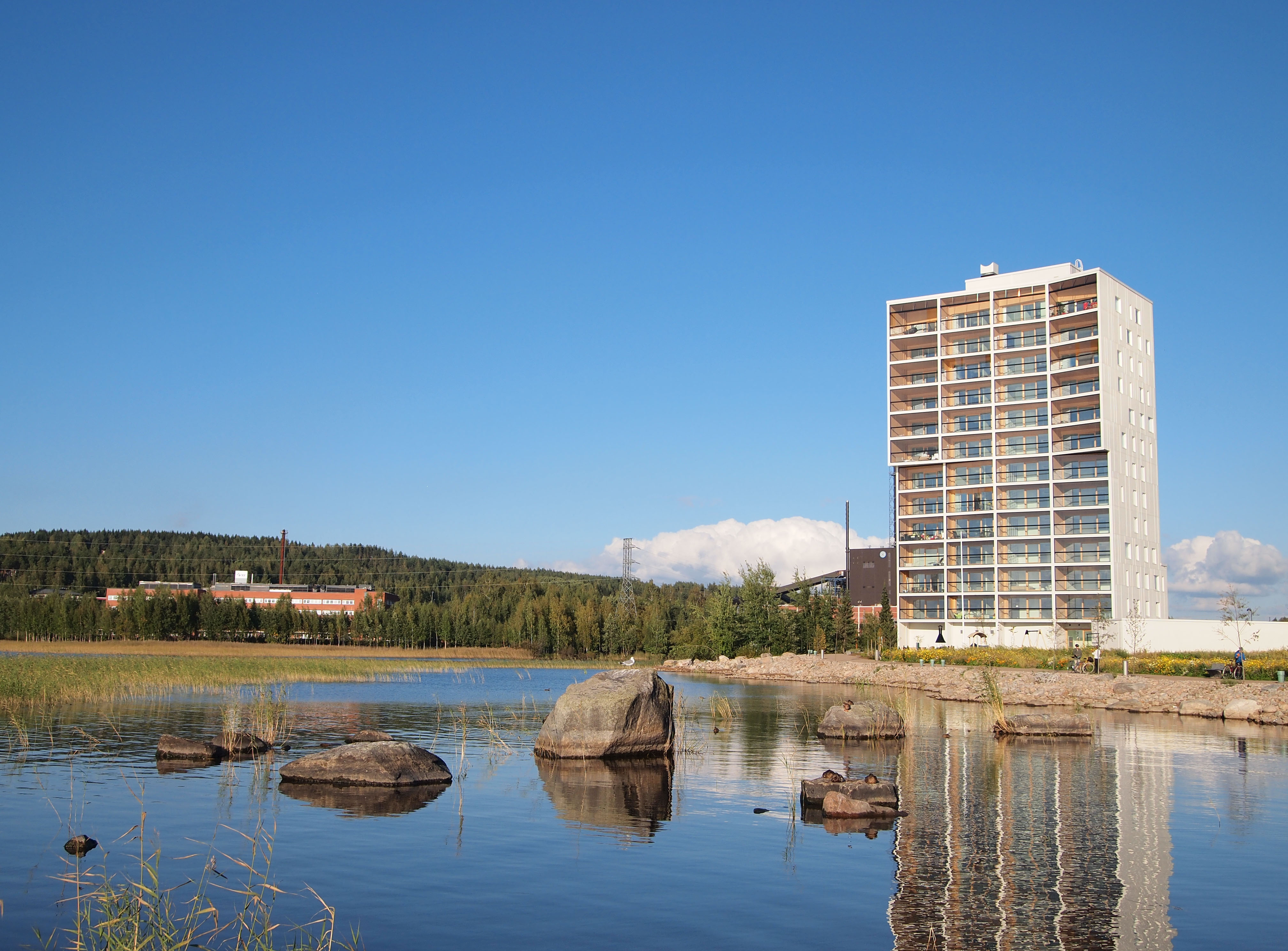
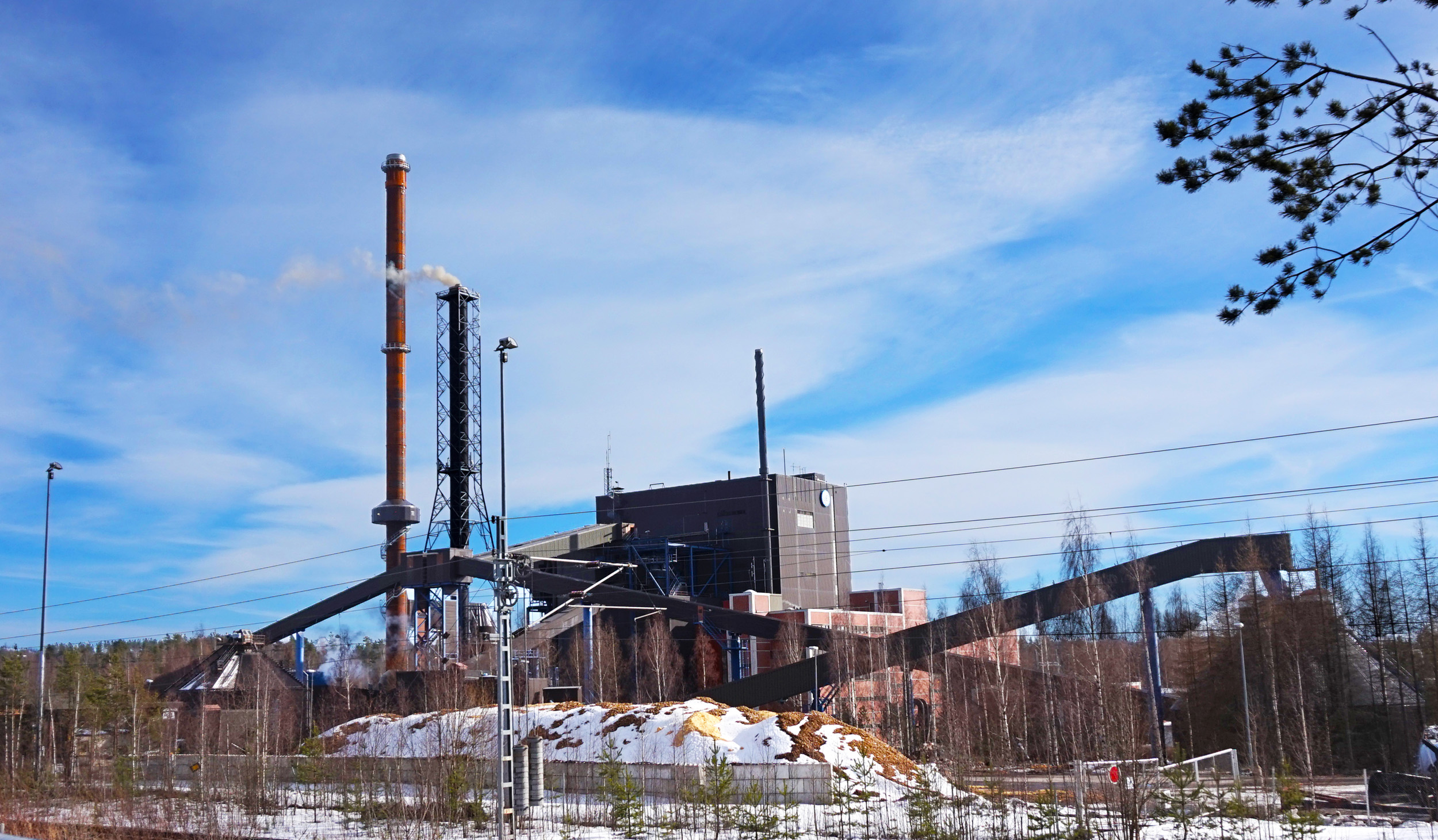